# Kinderwebradio
Kinderwebradio (KWR), vanaf 2014 NPO Zappelin Radio, was een Nederlands thema-radiokanaal van de Nederlandse publieke omroep, dat bestond van half juni 2009 tot 1 april 2016. Op het kanaal, dat alleen beschikbaar was via internet, was 24 uur per dag kindermuziek te beluisteren. Het kanaal werd opgericht door de Nederlandse Programma Stichting (NPS), die in 2010 opging in de NTR.
NPO Zappelin Radio's programmering zag er zo uit: er werden klassieke kinderliedjes afgespeeld, zoals Ja Zuster Nee Zuster van Annie M.G Schmidt, maar ook liedjes uit andere landen zoals Sleep My Love en Laba Laba (Nigeria). Ook waren er soundtracks van Disney afgespeeld (zoals Aladdin). Natuurlijk waren er ook liedjes uit NPO Zappelin programma's te horen, zoals Feest van Het Zandkasteel, of Op de markt van HoelaHoep. Er werden ook kinderliedjes door Nienke Van Den Berg gezongen, en er werd meestal een "Zappelin Radio Tune" afgespeeld. In de avonduren werden er liedjes afgespeeld van klassieke televisieseries zoals Pipo De Clown, Swiebertje of Pippi Langkous. De liedjes worden mede samengesteld en speciaal omgezet van vinyl (singles en lp's) door Magchiel Bakker van www.fonos.nl. 
In de periode dat het Sinterklaasjournaal op tv was, werd het kanaal omgedoopt tot Sinterklaasjournaal webradio, en waren er non-stop Sinterklaasliedjes te horen.
Vanaf 2014 werd het kanaal genoemd naar NPO Zappelin Radio.
Op 1 april 2016 ging het kanaal uit de lucht. Dit had te maken met het concessiebeleidsplan van de NPO, waarbij de het aantal themakanalen werd beperkt, om het aanbod op internet en DAB+ zo gelijk te kunnen trekken.